# Pseudasellodes vitraria
Pseudasellodes vitraria là một loài bướm đêm trong họ Geometridae.